# Școala Normală Superioară București
Școala Normală Superioară București (SNSB) este o instituție științifică din București plasată în cadrul Institutului de Matematică al  Academiei Române, înființată în 2001 drept cadru pentru studii  masterale după modelul francez al École normale supérieure din Paris și cel englez de la colegiile universitare din Cambridge şi Oxford, la inițiativa unor tineri cercetători cu studii masterale și  doctorale la universități cum ar fi École normale supérieure, Massachusetts Institute of Technology și Pennsylvania State University. Misiunea declarată a acesteia este de „a ghida spre cercetare cei mai buni studenți români, oferindu-le un cadru motivant material și profesional pentru a își desfășura studiile în România și, în același cadru, de a facilita participarea periodică a specialiștilor români din diasporă la învățământul superior și la cercetarea românească”. În 2009 existau doua departamente, unul de matematică cu specialitățile matematică pură și informatică, şi altul de chimie biologică.